# Brixskalan

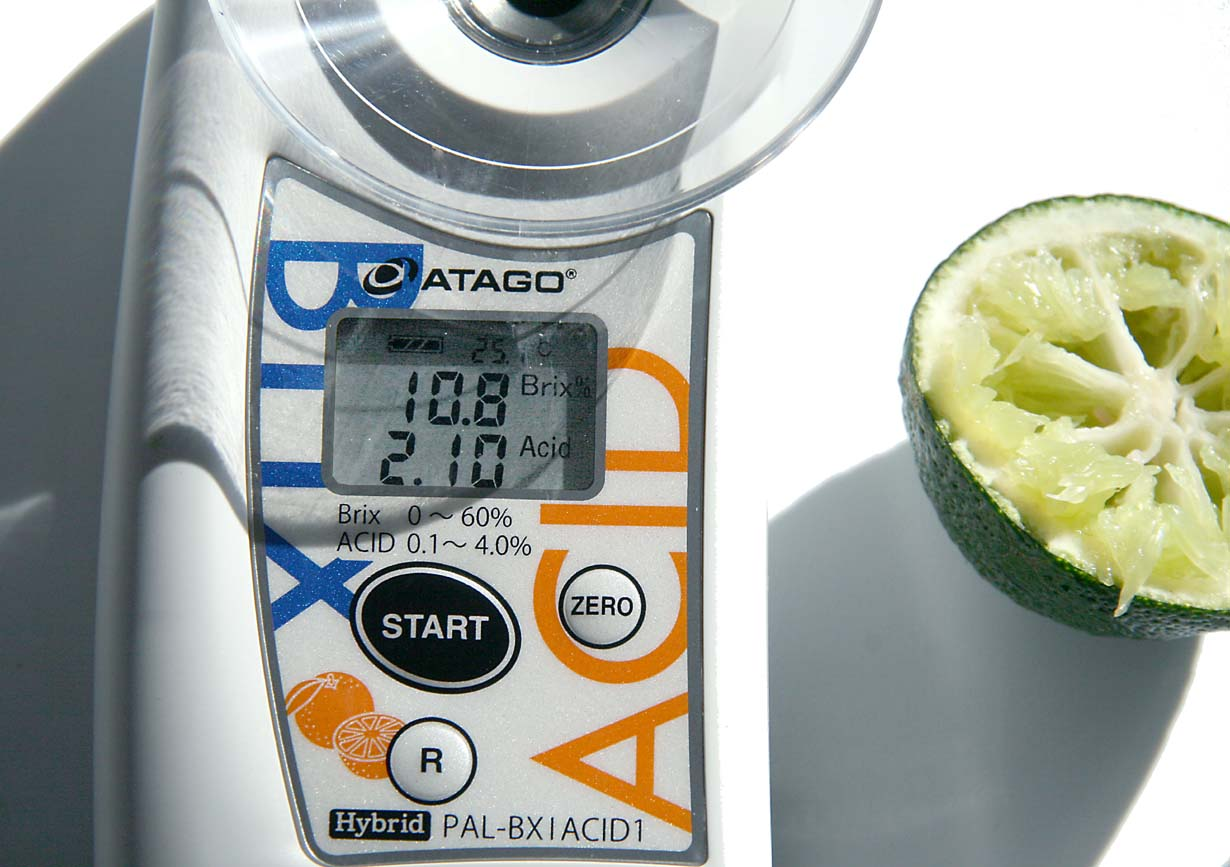
Mätning av brix och surhet i en sudachi.

Brixskalan (symbol °Bx) är en skala som anger innehållet av socker i en vattenlösning, och som används inom livsmedelsindustrin och vinframställning (där den mäter mustvikt). Brix-skalan använder måttet grader Brix (°Bx) som har definitionen 1 °Bx = 1 gram per 100 gram lösning (vara). Den är således en viktprocentskala för sockerinnehåll.
Skalan har sitt namn efter den tyske matematikern och ingenjören Adolf Ferdinand Wenceslaus Brix (1798–1870).
Bland liknande mått kan nämnas Oechslegrader (°Oe), Klosterneuburger mostwaage (KMW) och Baumé.